# گیاهان بدون-آوند
خزه نوعی گیاه بدون آوند است.

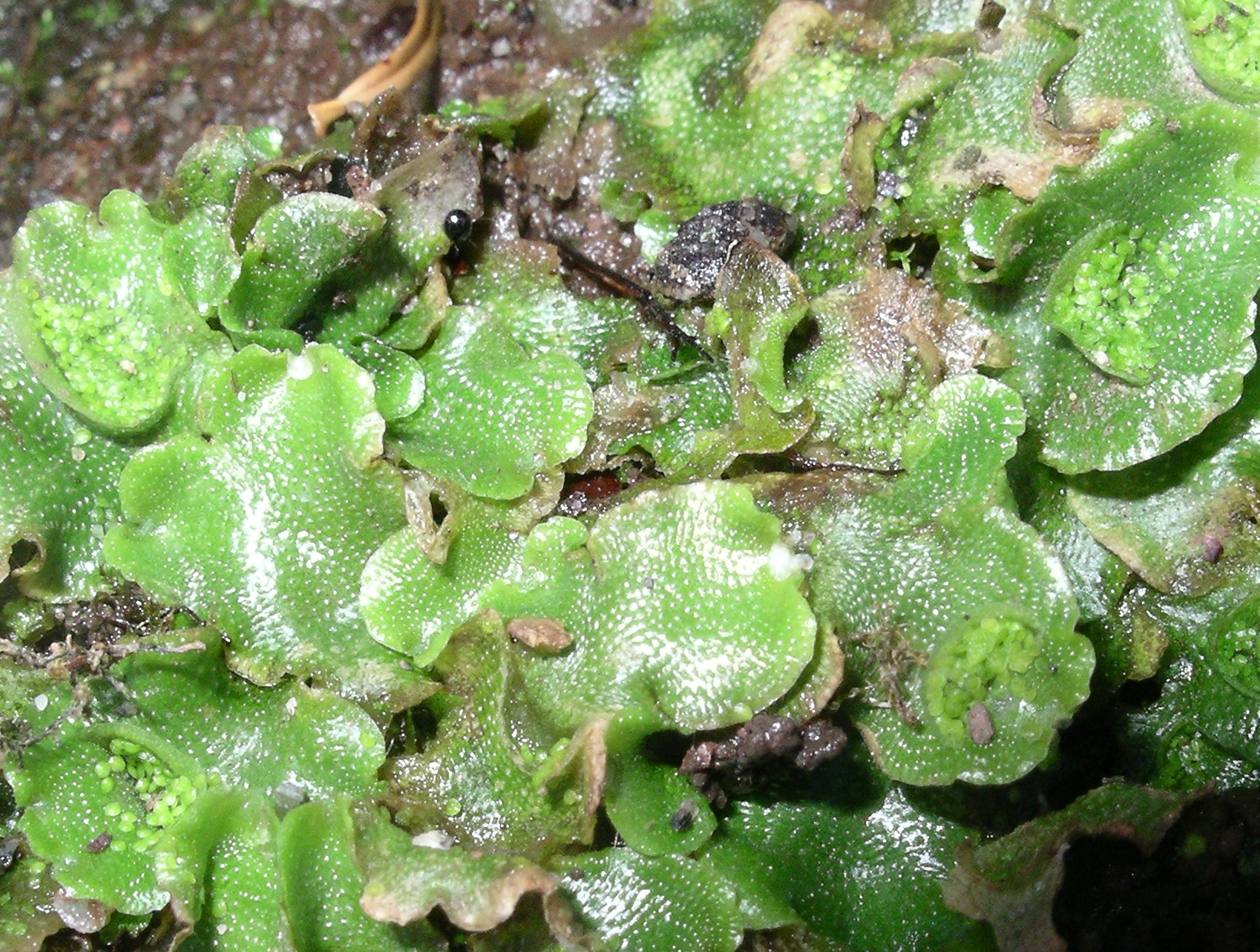
جوانه های روی برگ ، نمونه ای از گیاهان بدون آوند

گیاهان بدون آوند (به انگلیسی: Non-vascular plant)، گیاهانی بدون بافت آوندی شامل بافت چوبی و بافت آبکش هستند. گرچه گیاهان بدون آوند فاقد این بافتهای ویژه هستند، بیشتر آن‌ها بافتهای ساده‌تری دارند که برای انتقال آب در درون گیاه تخصص یافته‌اند.برای مثال برخی خزه ها(mosses)،دارای ساختارهایی برای انتقال آب بنام هیدروییدها و ساختارهایی برای انتقال مواد آلی حاصل از فتوسنتز بنام لپتوییدها هستند.
گیاهان بدون آوند بافتهای تخصص یافته زیادی ندارند. خزه‌ها و جگرواشان برگ‌دار ساختارهایی شبیه برگ دارند، اما آن‌ها برگ‌های واقعی نیستند، به دلیل اینکه آن‌ها سلول‌های منفردی بدون روزنه هوایی فضای داخلی برای عبور هوا هستند و بافت چوبی یا بافت آبکش ندارند. در نتیجه آن‌ها قادر به کنترل میزان آب از دست رفته از بافتهایشان نیستند. به‌هرحال، این موجودات دارای پوستک یا کوتیکول ابتدایی هستند که در تکامل موجودات روی زمین مهم بود.
همه رویان‌داران چرخه زندگی با تناوب نسل بین یک دیپلوئید اسپوروفیت و یک هاپلوئید گامتوفیت دارند، اما در همه گیاهان رویان‌دار بدون-آوند نسل گامتوفیت غالب است. در این گیاهان، اسپورفیت از گامتوفیت رشد کرده و برای بدست آوردن آب و مواد غذایی دارای مواد معدنی و فراهم کردن قند تولید شده در مرحلهٔ فتوسنتز به آن وابسته است.
گیاهان بدون-آوند شامل دو گروه جدا از هم هستند:
- خزه‌تباران، یک گروه غیررسمی که اکنون مانند سه گروه جداگانه رویان‌داران به نامهای خزه ،جگرواشان و شاخ‌واش تقسیم‌بندی شده‌است. در همه خزه‌ها، گیاهان اولیه گامتوفیت‌ها هاپلوئید هستند و تنها بخش دیپلوئید به اسپوروفیت چسبیده است، که شامل یک پایه و هاگدان است. به دلیل اینکه این گیاهان فاقد لیگنین بافت منتقل‌کنندهٔ آب هستند، نمی‌توانند به بزرگی گیاهان آونددار بشوند.
- جلبک‌ها به ویژه جلبک‌های سبز. مطالعان اخیر مشخص کرده‌است که جلبک‌ها شامل چندین گروه نامرتبط به هم هستند. به نظر می‌رسد که ویژگی‌های معین مثل زندگی در آب و توانایی فتوسنتز به عنوان شاخص ارتباط نزدیک این گروه‌ها گمراه‌کننده باشد. تنها گروهایی از جلبک‌ها که در شاخه سبزگیاهان قرار می‌گیرند به عنوان خویشاوند رویان‌داران در نظر گرفته می‌شوند.